# Reithrodontomys montanus
Reithrodontomys montanus — вид гризунів родини Cricetidae. Зустрічається на півночі Мексики і в центральній частині США.

## Морфологічна характеристика
Спинна частина сіра з більш темно-сірою середньою смугою на спині, а черевна частина білувата. Хвіст має менше і коротше волосся, такого ж кольору, як середня спинна смуга. Загальна довжина тіла рівнинної миші становить від 54 до 146 міліметрів, а хвіст — від 20 до 69 міліметрів. Маса тіла самиці становить від 7,5 до 13,5 грама, а самця — від 6,5 до 10,8 грама. Довжина волосся різна в залежності від сезону: взимку 11–12 мм, а влітку — 6–7 мм.

## Поведінка
Вид плете гнізда з трав, яке розташовують на землі або серед рослин середньої висоти. Гніздо куполоподібної форми, висотою 10–11 см і шириною 6–7 см. Дієта складається в основному з насіння рослин, трав і комах, а також плодів опунції. Особи мають території від 0,23 до 0,84 га. Вид, ймовірно, стає жертвою хижаків, змій, сов і хижих птахів. Цей гризун ділить свою територію з різними іншими гризунами. Вид досить рідкісний.
Залежно від поширення період розмноження триває з лютого по листопад або з весни по осінь. Пологи відбуваються з інтервалом приблизно в 30 днів, зазвичай чотири новонароджених на виводок. Вагітність триває близько 21 дня. Потомство, яке спочатку потребує допомоги, важить близько 1 г, сліпе і голе. Перші волоски з'являються через 6 днів, а очі відкриваються через 8 днів. Молоді тварини вигодовуються близько двох тижнів і стають статевозрілими через два місяці. Можлива тривалість життя в природі невідома.